# Пролеска сибирская
Пролеска сибирская (лат. Scilla siberica) — многолетнее травянистое луковичное растение, эфемероид, вид рода Пролеска (Scilla). Ранее этот род относили к семействам Лилейные (Liliaceae) либо Гиацинтовые (Hyacinthaceae); согласно современным представлениям, этот род относится к семейству Спаржевые (Asparagaceae).

## Название

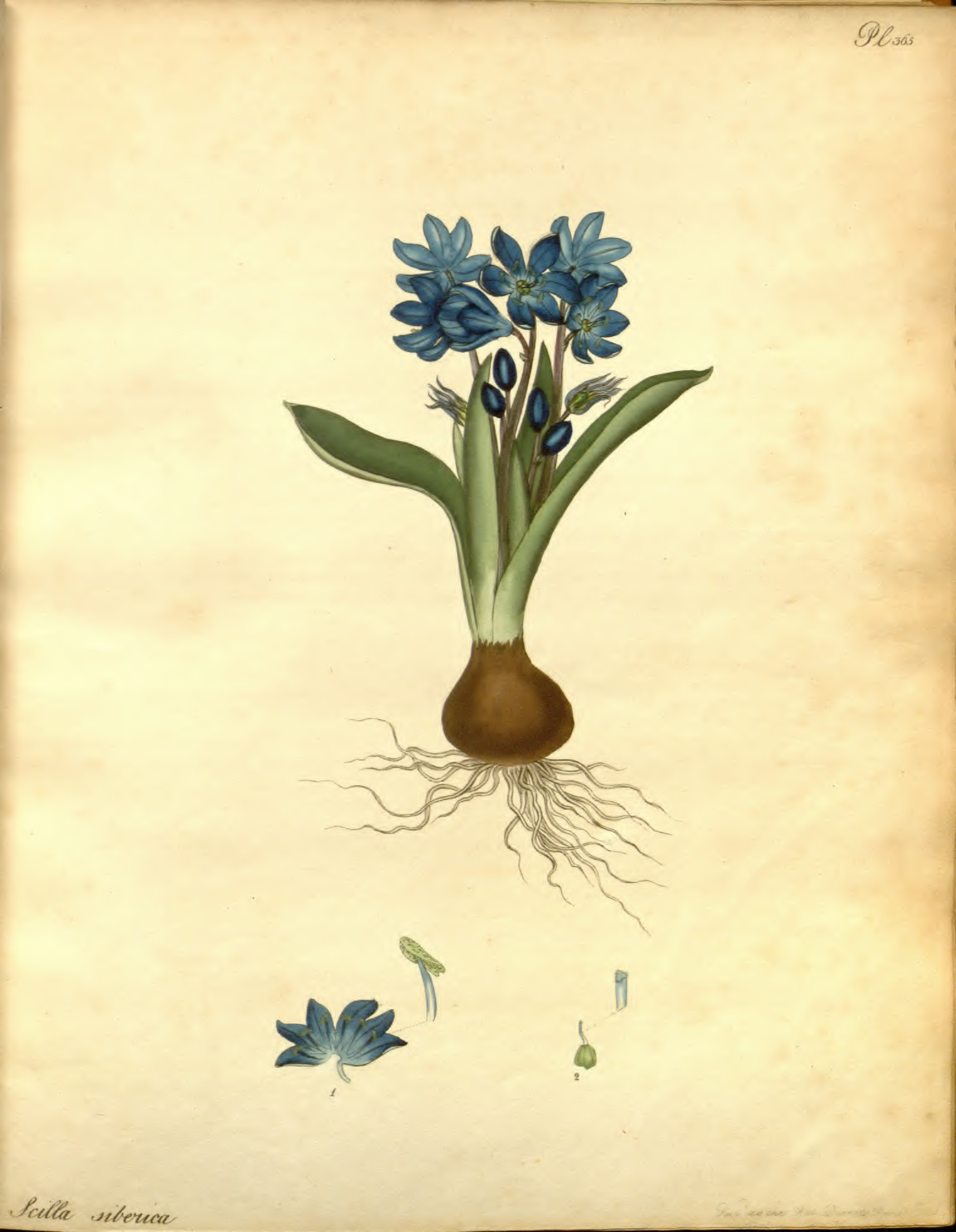
Пролеска сибирская, тип

Видовой эпитет научного (латинского) названия в литературе на русском языке пишется обычно как sibirica, то есть используется стандартное написание прилагательного со значением «сибирский»; между тем в литературе на других языках обычно используется вариант написания, использованный при первом описании вида в 6-м томе работы Botanists' Repository, for New, and Rare Plants (1804), — siberica (от Siberia).
Описание вида было сделано по живым растениям, выращенным из семян, которые были получены от Петера Палласа. В диагнозе (описании нового вида) было указано, что описываемое растение происходит из Сибири, а потому вид и получил соответствующий видовой эпитет, однако данное указание является ошибочным: в Сибири растение не встречается, а семена, которые были присланы Палласом, были собраны им под Царицыным (сейчас — Волгоград). Сам Паллас ошибочно определил растения, семена которых он прислал, как Scilla bifolia, однако этот вид в данной местности не встречается.
До последнего времени автором описания вида считался английский ботаник Адриан Хэуорт (1768—1833) и название таксона записывалось как Scilla siberica Haw., однако в связи с тем, что отсутствуют объективные доказательства того, что описание вида было сделано именно Хэуортом, в Международном кодексе ботанической номенклатуры (2006, «Венский кодекс», статья 46.7) появилось указание, что автором названия для данного таксона следует считать Генри Чарльза Эндрюса, который указан автором 6-го тома работы Botanists' Repository, for New, and Rare Plants.
Гербарный образец, который бы служил типом данного вида, неизвестен. Типом вида является таблица 365 в 6-м томе издания Botanists' Repository, for New, and Rare Plants.
В Воронежской, Липецкой и соседних черноземных областях Пролеска сибирская имеет устойчивое народное название "подснежник", которое используется в научной и научно-популярной географической литературе как широко употребляемый термин. Он отражает свойство растения зацветать весной во время таяния снега. В справочной ботанической литературе указываются одновременно два названия: научное и традиционное народное. 

## Распространение, экология
Ареал вида охватывает Восточную Европу (включая европейскую часть России), Кавказ, Западную Азию (Турция, север Ирака, северо-запад Ирана). Как натурализовавшееся растение встречается и во многих других регионах мира, в том числе в Северной Америке. Встречается большей частью в широколиственных лесах, особенно на опушках и в зарослях кустарников.
Растение образует аспект (то есть определяет внешний вид растительного сообщества).
В Воронежской, Липецкой и Тамбовской областях, в междуречье рек Воронеж и Дон, Пролеска сибирская является важным указателем на места произрастания дубрав даже там, где дубравы давно вырублены. Ее произрастание в дубравах было обусловлено тем, что растение успевает цвести в лесу, где деревья долго не загораживают свет, распуская листья только в поздневесенней фазе. Это обстоятельство служит одним из определителей территории произраставшего в древности сплошного чернолесья, которое, по одной из основных гипотез, в VIII—IX веках послужило причиной названия "Воронеж" (слово «воронь» было синонимом «чернь»). Повсеместно рекомендовано ограничение сбора этого первоцвета, хотя в ряде областей, в том числе Воронежской, растение не занесено в Красную книгу области.

## Биологическое описание

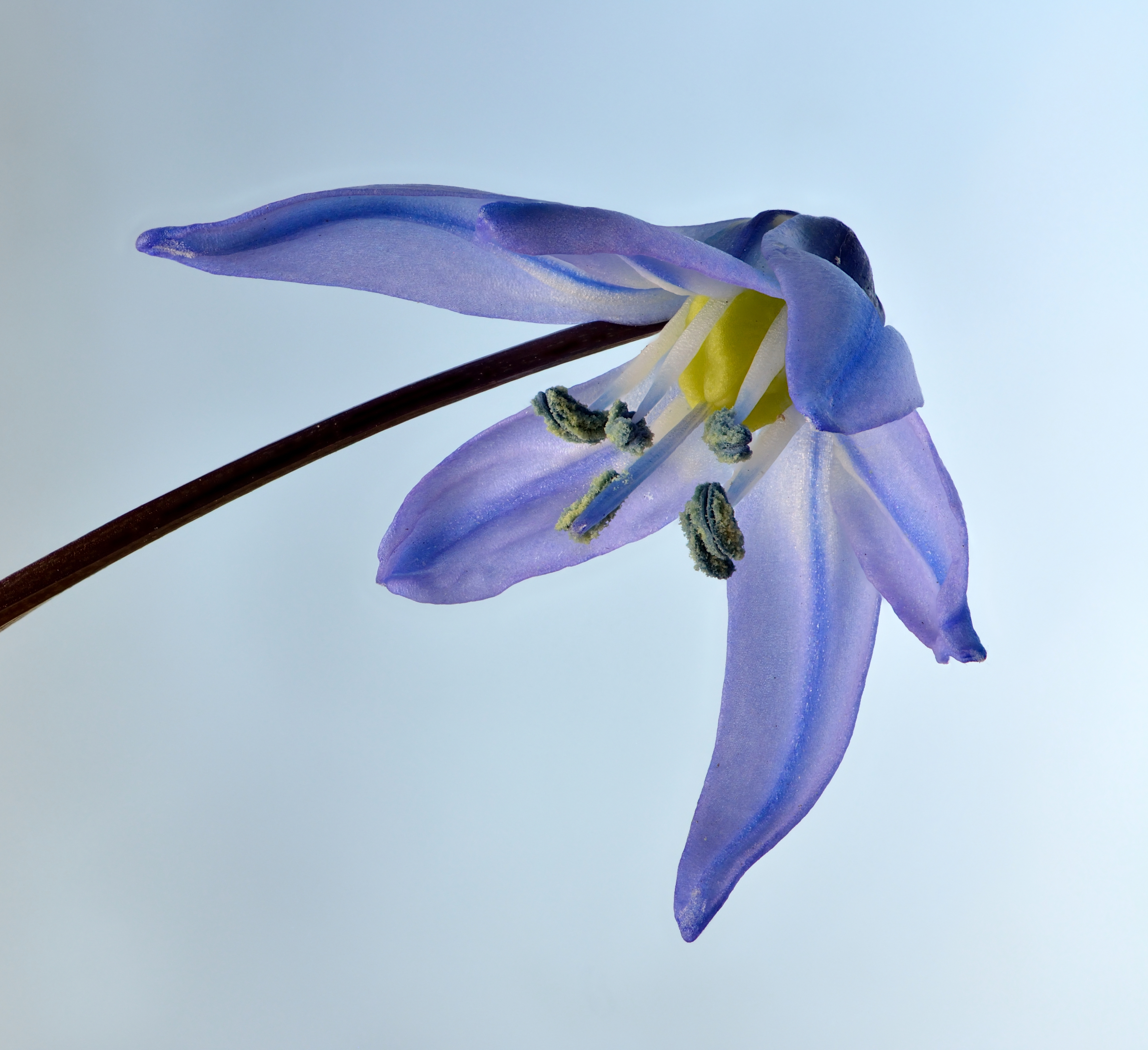
Пролеска сибирская, цветок крупным планом

Многолетнее травянистое луковичное растение. Развивается как эфемероид: период вегетации длится с момента таяния снега до мая, после созревания плодов растения увядают.
Листья широколинейные, прикорневые, в количестве от двух до четырёх; на кончике стянуты в колпачок: полностью развиваются до начала цветения. Цветоносных побегов несколько, их высота составляет от 10 до 20 см, каждый несёт несколько цветков.
Цветки актиноморфные, с простым венчиковидным околоцветником с шестью свободными листочками, окраска которых может быть от ярко-голубой до фиолетово-синей. Время цветения — март-апрель. Время плодоношения — май. Плод — коробочка.

## Культивирование

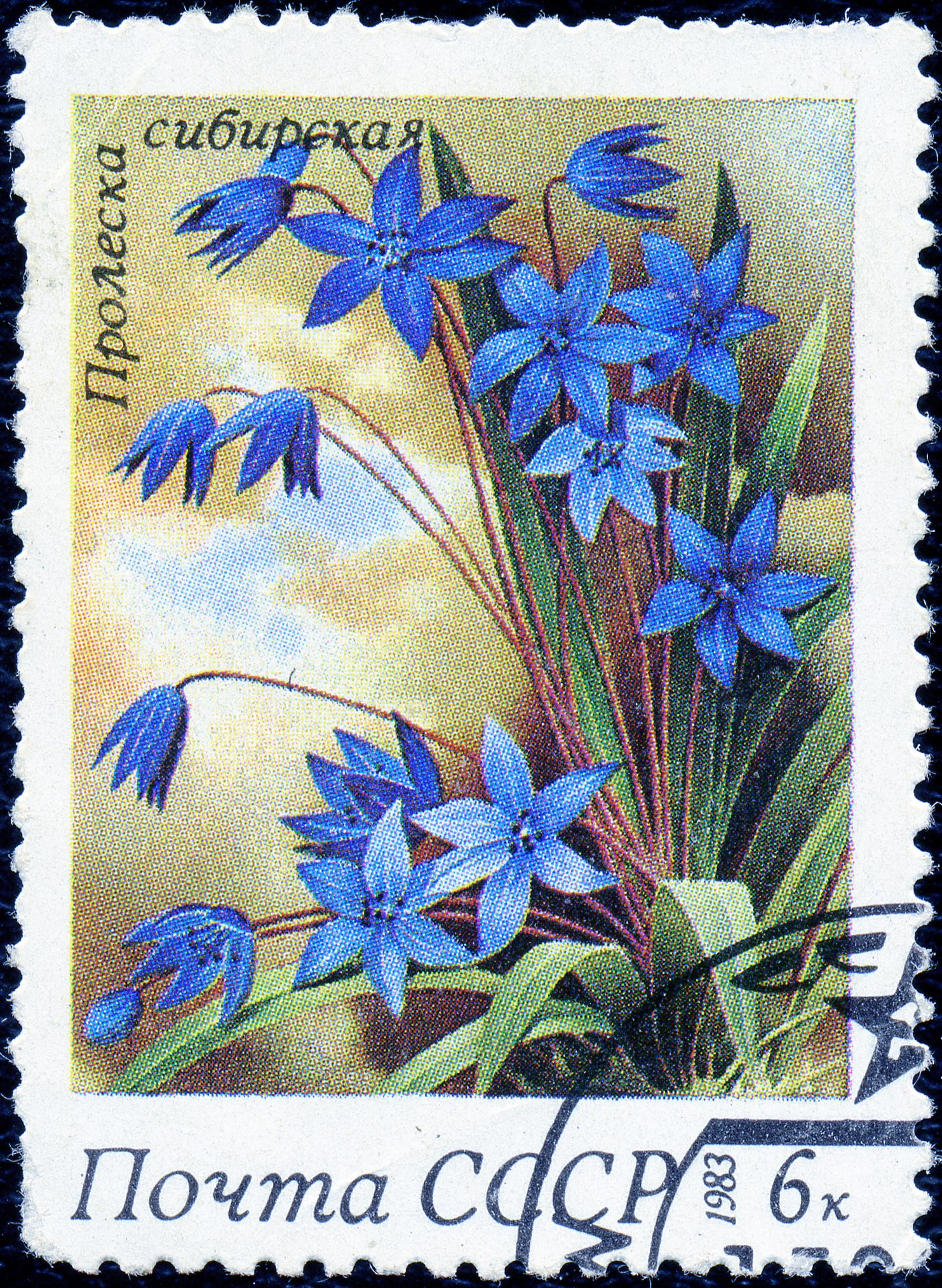
Почтовая марка СССР выпуска 1983 года, посвящённая пролеске сибирской

Растение широко используется в декоративном садоводстве с XVIII века; наиболее выигрышные места для выращивания — под деревьями, большими кустами и на лужайках: участки земли, на которых растёт пролеска сибирская, могут выглядеть во время её цветения синими.
Агротехника
Размножение — семенами осенью либо делением в конце вегетационного периода. Зоны морозостойкости — от 3 до 9; в регионах с мягкими зимами растение чувствует себя плохо.

## Инфравидовые таксоны
Выделяют следующие подвиды пролески сибирской:
- Scilla siberica subsp. armena (Grossh.) Mordak
- Scilla siberica subsp. caucasica (Miscz.) Mordak
- Scilla siberica subsp. otschiauriae (Mordak) Mordak
- Scilla siberica subsp. siberica[12]

## Комментарии
1. ↑  Об авторстве названия таксона см. раздел Название.